# 平羌郡
平羌郡（へいきょう-ぐん）は、中国にかつて存在した郡。
561年（保定元年）、北周により眉州に設置された。翌年新設された青州（後に嘉州と改称）に移管されたが、隋代が成立すると583年（開皇3年）に廃止となった。

## 下部行政区画
- 平羌県
- 峨眉県 - 北周に平羌県に統合。